# Kiana Hayeri
Kiana Hayeri, née en 1988 à Téhéran (Iran), est une photojournaliste irano-canadienne.
Elle est lauréate du prix Robert Capa Gold Medal (Médaille d'or Robert Capa) en 2021 pour son travail sur la vie dans la prison pour femmes d'Hérat en Afghanistan. 

## Biographie

### Jeunesse
Kiana Hayeri naît en 1988 à Téhéran, en Iran. Elle y grandit avant d'émigrer à Toronto, au Canada, à l'adolescence.

### Carrière de photojournaliste

#### Where Prison Is a Kind Of Freedom
En 2019, elle réalise un reportage sur la prison pour femmes de Hérat, dans l'ouest de l'Afghanistan. Des femmes y sont retenues pour avoir tué leurs maris afin d'échapper à leur violence. Elles y trouvent un semblant de paix. Where Prison Is a Kind Of Freedom (Quand la prison est une sorte de liberté en français) est publié dans The New York Times en février 2020. Elle reçoit en 2021 le prix Robert Capa Gold Medal (Médaille d'or Robert Capa), qui récompense « le meilleur grand reportage photographique publié ayant requis un courage et une initiative exceptionnels ». Selon l'Oversea Press Club of America (OPC) qui porte le prix, Kiana Hayeri « établit les normes les plus élevées en matière de respect de la dignité de ses sujets, tout en démontrant le pouvoir du reportage photographique ». Elle en tire un livre, When Cages Fly qu'elle publie à compte d'auteur en 2024 après une campagne de financement participatif. 
En octobre 2022, Prix Bayeux – Calvados – Normandie des correspondants de guerre consacre une exposition à son travail intitulée « Afghanistan, des promesses gravées dans la glace, laissées au soleil ».

## Récompenses et distinctions
- 2020 : prix Robert Capa Gold Medal (Médaille d'or Robert Capa) pour Where Prison Is a Kind of Freedom
- 2022 : Prix Oskar-Barnack pour sa série sur les femmes afghanes Promises Written on the Ice, Left in the Sun[7]
- 2024 : Prix Carmignac du photojournalisme partagé avec Mélissa Cornet pour leur série « Afghanistan: No Woman's Land » sur la condition des femmes et des filles en Afghanistan depuis le retour des Talibans[8].

## Expositions majeures
- 2022 : Afghanistan, des promesses gravées dans la glace, laissées au soleil à Bayeux[6]

## Publication
- (en) When Cages Fly, mars 2024, 270 p. (ISBN 978-1-7380935-0-2)